# 이키즈쿠리

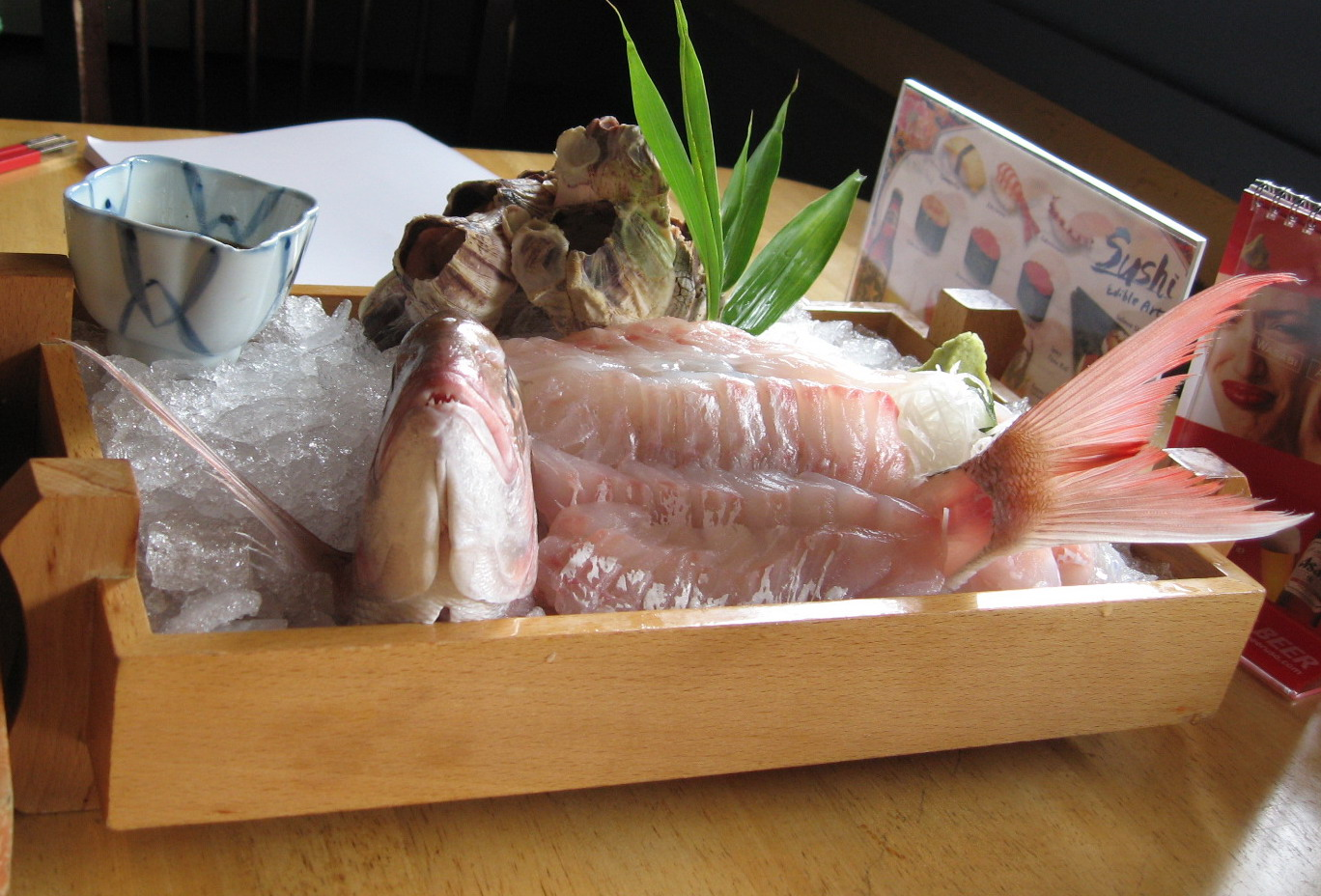
이키즈쿠리로 준비된 생선

이키즈쿠리(일본어: 生き作り) 또는 이케즈쿠리(일본어: 活け造り)는 살아있는 해산물로 사시미를 준비하는 것이다. 이 일본 요리 기술에서 가장 많이 사용되는 바다 동물은 생선이지만 문어, 새우, 바닷가재도 사용할 수 있다. 이 관행은 동물이 제공될 때 아직 살아 있기 때문에 동물의 고통에 대한 우려 때문에 논란의 여지가 있다.

## 준비 및 서빙
레스토랑에는 고객이 선택할 수 있는 살아있는 해양 동물 수조가 한 개 또는 여러 개 있을 수 있다. 요리사가 요리를 제공하는 방법에는 여러 가지가 있지만 가장 일반적인 방법은 필레 고기를 몸통 위에 모아 접시에 담아 제공하는 것이다.
이키즈키리는 요리사가 칼을 세 번만 자르는 것으로 준비할 수 있다. 고객이 계속되는 아가미 움직임을 볼 수 있도록 일반적으로 머리 전체가 그대로 제공된다.

## 합법성
이키즈쿠리는 호주와 독일에서 불법이다. 캐나다에서는 이키즈쿠리가 허용된다.

## 같이 보기
- 파닥파닥